# Egbert von Hoyer
Egbert Hoyer, seit 1888 Ritter von Hoyer, (* 9. September 1836 in Oldersum als Egbert Egberts; † 6. Dezember 1920 in München) war ein deutscher Ingenieur.

## Leben
Seine Eltern waren der Bäckermeister Hinderikus Egberts und dessen Ehefrau Greetje Kaspers Hassebrock. Sein Vater verschwand in Ostindien, seine Mutter ließ sich scheiden und heiratete 1846 in Oldersum den Apotheker Heinrich Julius Hoyer († 1854). Die Kinder aus erster Ehe erhielten seinen Namen. Hoyer ging ab 1847 auf die höhere Schule in Leer, anschließend machte er ab 1851 zunächst in Delmenhorst eine Apothekerlehre. Er schloss diese Lehre nicht ab, da nach dem Tod seines Vaters die Apothekerlizenz anderweitig vergeben wurde.
Er studierte ab 1858 an der Technischen Hochschule in Hannover. Nach einer Tätigkeit in Riga hatte Hoyer seit 1875 einen Lehrstuhl für Mechanische Technologie an der Technischen Hochschule München inne. Sein Arbeitsschwerpunkt war die Papier- und Textilindustrie. Am 24. Dezember 1888 wurde Hoyer mit der Verleihung des Ritterkreuzes des Verdienstordens der Bayerischen Krone durch Prinzregent Luitpold in den persönlichen Adelsstand erhoben. 1906 hatte Hoyer außerdem den Verdienstorden vom Heiligen Michael II. Klasse erhalten.
Er war 1894 bis 1900 Direktor der Technischen Hochschule München.
Hoyer war Autor in der Allgemeinen Deutschen Biographie, zum Beispiel im Text zu Moritz Rühlmann.
Hoyer heiratete 1871 in Riga Maria Kurgas (* 1853; † nach 1933). Das Paar hatte eine Tochter.

### Werke
- Lehrbuch der mechanischen Technologie, Digitalisat
- Lehrbuch der vergleichenden mechanischen Technologie, Digitalisat
- Die Fabrikation des Papiers nebst gewinnung der Fasern aus Ersatzstoffen, insbesondere aus Holz, Stroh und Alfa, sowie die Fabrikation der Pappe, des Buntpapiers, des Pergamentpapiers, der Tapeten usw., und Anleitung zur Prüfung des Papiers auf seine Eigenschaften und Zusammensetzung Digitalisat

Außerdem entwickelte er zusammen mit Franz Xaver Kreuter das Hoyer-Kreuter Technologisches Wörterbuch (Deutsch-Englisch-Französisch, 3 Bände).